# Dzwola (Janów Lubelski)
Pour les articles homonymes, voir Dzwola.
Dzwola (prononciation : [ˈd͡zvɔla]) est un village polonais de la gmina de Dzwola dans le powiat de Janów Lubelski de la voïvodie de Lublin dans l'est de la Pologne.
Le village est le siège administratif (chef-lieu) de la gmina appelée gmina de Dzwola .
Il se situe à environ 11 kilomètres à l'est de Janów Lubelski (siège du powiat) et 61 kilomètres au sud de Lublin (capitale de la voïvodie).
Le village comptait approximativement une population de 936 habitants en 2008.

## Histoire
De 1975 à 1998, le village est attaché administrativement à la voïvodie de Tarnobrzeg.

Depuis 1999, il fait partie de la voïvodie de Lublin.